# Plagiomima sinaica
Plagiomima sinaica là một loài ruồi trong họ Tachinidae.